# Wolvenpolder
De Wolvenpolder is een waterrijk natuurgebied ten zuidoosten van Spijkenisse in de Nederlandse gemeente Nissewaard. Het maakt deel uit van het natuur- en recreatiegebied De Uitwaayer en ligt in de uiterste punt van het eiland Putten, tegen Beerenplaat aan.
De polder is 45 hectare groot.

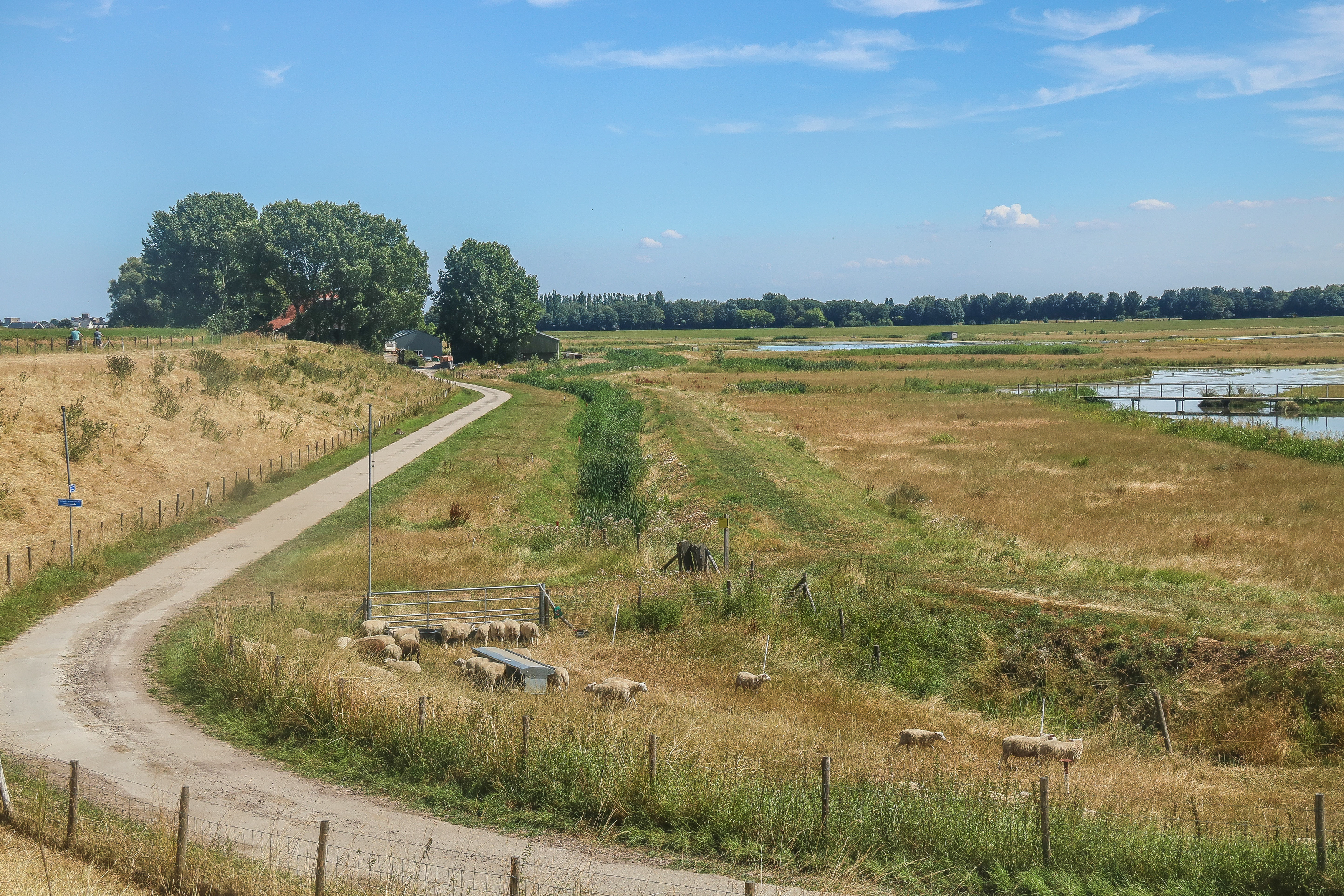
Wolvenpolder in Nissewaard met water, schapen en boerderij

Aan de noordoostzijde van de Wolvenpolder ligt de Willemspolder.
In de zestiende eeuw wordt het gebied nog aangeduid als 't land genaemt 't Kerckhof. 
De naam van dijk aan de zijde van het Spui, Kerkhofsdijk, herinnert nog aan de oude naam van de polder.
In 1536 is het gebied bekaad.
Naamgeving: De polder is op een later tijdstip vernoemd naar Reijnier van der Wolff. Die heeft in de zeventiende eeuw de zomerkade verhoogd tot een winterdijk. In de achttiende eeuw is de aanduiding nog “Putsche Kerckhof” en is de eigendom van de erven van de Wolff inmiddels overgegaan op Willem Paats.
De polder is sinds de inpoldering landbouwgebied geweest, maar werd in 2013 omgevormd tot natuurgebied. 
Het natuur- en recreatiegebied De Uitwaayer is in totaal 140 hectare groot en ligt tussen de Maaswijk, een stadsdeel van Spijkenisse, en het Spui in. In 2013 ontwikkelde de toenmalige gemeente Spijkenisse de polders Oude en Nieuwe Uitslag van Putten en de Willemspolder tot recreatiegebied. De provincie Zuid-Holland nam in hetzelfde jaar de omvorming van de Wolvenpolder tot natuurgebied voor haar rekening.
Aan de Wolvendijk, die de Wolvenpolder scheidt van de Willemspolder staat de boerderij Wolvenstee. 
In de Wolvenpolder is een vogelkijkhut geplaatst.